# 1. MSC Seelze
Der 1. MSC Seelze e.V. im ADAC ist ein Motorsportverein aus der Region Hannover mit Sitz in Seelze in Niedersachsen. Er ist auf Motoball spezialisiert und spielt in der Motoball-Bundesliga – Gruppe Nord.

## Geschichte
Der spätere 1. MSC Seelze wurde 1952 zunächst als Motorsportabteilung innerhalb des TuS Davenstedt gegründet und begann 1953 mit ersten Motoballspielen. Die Motoballmannschaft schloss sich 1954 dem motorsportlicher orientierten Rad- und Kraftfahrerbund Solidarität an.
Im Jahr 1959 wurden sie Norddeutscher Meister im Motoball. Im Folgejahr gründeten die Motoballer den MSC Davenstedt und schlossen sich dem Deutschen Motorsport Verband an. Der MSV Davenstedt wurde 1968 Meister in der 2. Motoball-Liga und stieg 1968 in die Motoball-Bundesliga – Gruppe Nordwest auf. Seit 1976 ist der Verein Ortsgruppe des ADAC und benannte sich 1986 um in „1. MSC Seelze e.V. im ADAC“.

## Spielstätte
Seine Turniere trug der damalige MSC Davenstedt ab Ende der 1950er Jahre zunächst auf einem Schlackeplatz in Seelze aus. Ab 1961 konnte der Motoballverein eine vorher vom Radsportverein Seelze genutzte Anlage in der Hannoverschen Straße in Seelze nutzen.
Im Laufe der folgenden mehr als 25 Jahre hatte der 1. MSC Seelze keine dauerhafte eigene Spielstätte, bis er 1988 die Sportstätte des SG Letter 05 im Seelzer Stadtteil Letter am Stichkanal Hannover-Linden übernehmen konnte. Das Stadion am Kanal wurde ab dem 1. April 1989 für Motoball freigegeben und ist seitdem die Heimspielstätte des 1. MSC Seelze e.V.
Das Stadion am Kanal und die Motoball Arena Pattensen  des MSC Pattensen waren Austragungsorte der Motoball-Europameisterschaften 2000.

## Erfolge
- 1959 Norddeutscher Motoball-Meister
- 1968 Meister 2. Motoball-Bundesliga
- 1970 Pokal Vizemeister
- 1975 Deutscher Motoball-Vize-Meister
- 2005 Deutscher Motoball-Jugend-Meister